# Trichosetodes atisudhara
Trichosetodes atisudhara là một loài Trichoptera trong họ Leptoceridae. Chúng phân bố ở miền Ấn Độ - Mã Lai.